# Psykolog
Psykolog bör skiljas från psykiater, som är en specialistinriktning för läkare. Psykologen har en psykologisk/beteendevetenskaplig/samhällsvetenskaplig utbildning, medan psykiatern har en naturvetenskaplig/medicinsk.

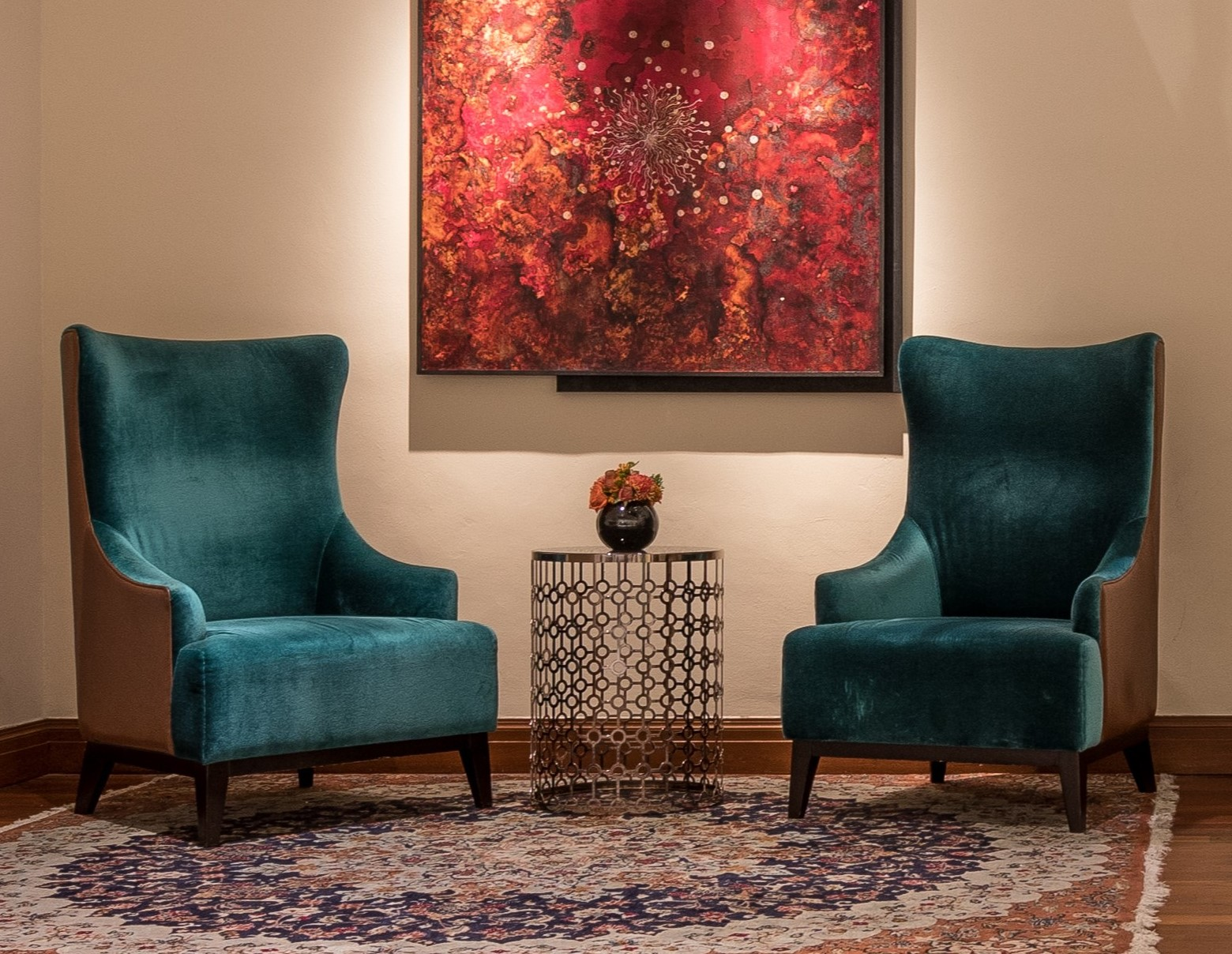
En vanlig möblering på en psykologmottagning.

Psykolog är en profession som arbetar med psykologi, det vill säga tankar, känslor, beteende och mänskligt samspel. 
Vad som menas med en psykolog kan variera i olika länder. Nedan följer en översikt över vad som kan ingå i många länder.

## Utbildning
En psykolog har en längre utbildning inom psykologi, beteendevetenskap och sociologi med angränsande ämnen. Utbildningen kan även innefatta psykoterapi. Under och efter utbildningen genomgår psykologen ofta även praktisk träning under handledning.

## Arbetsuppgifter

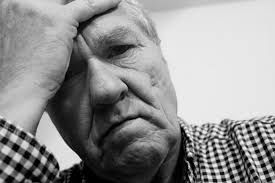
En psykolog hjälper människor med psykisk ohälsa.

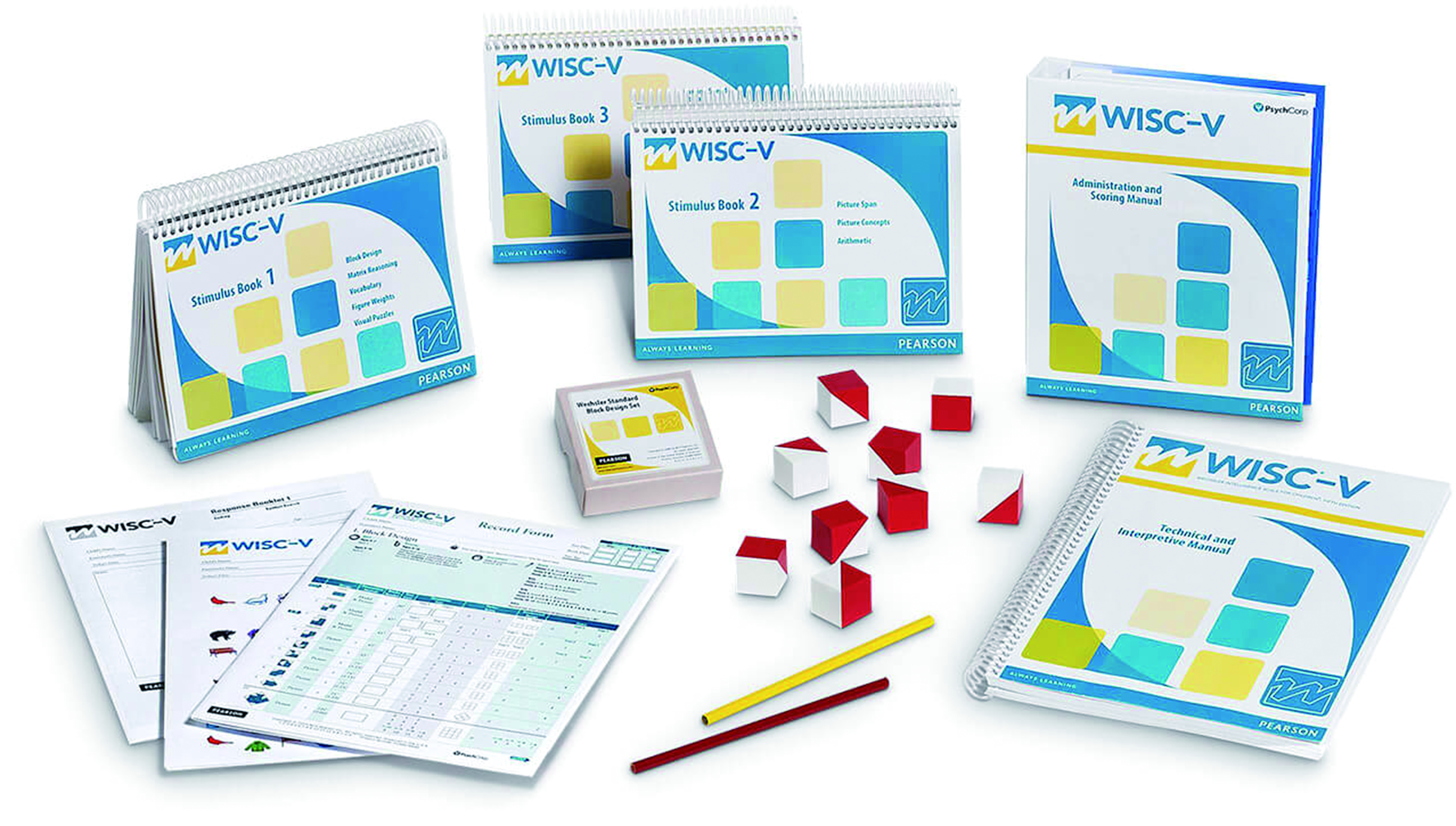
En psykolog kan genomföra psykologisk testning, exempelvis intelligenstest.

En psykolog kan arbeta med enskilda personer i alla åldrar, med familjer, grupper och organisationer.
En psykolog kan göra bedömningar av färdigheter eller svårigheter. I bedömningen ingår ofta ett personligt samtal och ett psykologiskt test eller skattningsskala. Ett exempel på ett test är intelligenstest.
En psykolog kan ge information och råd, genomföra psykologisk behandling eller ge förslag till åtgärder. Ett exempel på en behandling är psykoterapi, exempelvis kognitiv beteendeterapi. En psykolog kan också handleda föräldrar.
En psykolog kan handleda andra psykologer eller annan personal i deras verksamheter.
En psykolog kan också arbeta med psykologisk undervisning och forskning.

## Arbetsplatser
Den vanligaste arbetsplatsen för en psykolog är inom Hälso- och sjukvården. Här kan psykologen bedöma och behandla psykisk ohälsa eller funktionsnedsättning. Behandlingar kan ske individuellt eller i grupp, i en familj eller i ett par. Inom hälso- och sjukvården samverkar psykologen med näraliggande professioner såsom läkare, psykiater, psykoterapeut, hälso- och sjukvårdskurator, sjuksköterska, fysioterapeut, arbetsterapeut med flera.
Psykologer kan vara verksamma inom skola och arbetsliv. Roller är här att göra bedömningar relaterade till funktion och mående relaterat till skolan eller arbetsplatsen, och att föreslå åtgärder och anpassningar. Psykologer kan utföra bedömningar och testningar vid rekryteringar. Psykologen kan också utreda organisationsproblem och ge förslag på lösningar.
Inom universitet och högskola kan psykologen arbeta med undervisning och forskning.

## Legitimation
I många länder är psykolog en skyddad yrkestitel, det vill säga det finns villkor som skall uppfyllas, för att man skall få lov att kalla sig psykolog.

## Sverige
Psykolog bör även skiljas från psykoterapeut. I Sverige har en psykolog en femårig bred psykologisk grundutbildning, som innefattar psykoterapi. En psykoterapeut har i Sverige en påbyggnadsutbildning på tre terminer i psykoterapi. Psykoterapeututbildningen kan man gå, om man först har en psykologexamen, är psykiater, socionom eller motsvarande. En psykoterapeut har alltså alltid också en annan utbildning. Både psykolog och psykoterapeut är i Sverige skyddade yrkestitlar.
Se även: Psykologutbildningen i Sverige
I Sverige är psykologutbildningen femårig och innehåller både teori och praktik. Utbildningen innefattar utvecklingspsykologi, kognitiv psykologi, biologisk psykologi, socialpsykologi, sociologi, vetenskapsteori, forskningsmetodik, gruppsykologi, organisationspsykologi, personlighetspsykologi, psykopatologi samt psykoterapi. Efter avlagd psykologexamen genomförs praktisk tjänstgöring för psykologer (PTP) under handledning under ett år enligt socialstyrelsens riktlinjer. Därefter kan socialstyrelsen utfärda psykologlegitimation.
I Sverige har psykologer inte förskrivningsrätt av läkemedel. Psykologen har inte heller rätt att sjukskriva.
En psykolog kan bedriva forskning, men man behöver varken ha en psykologexamen eller psykologlegitimation för att göra detta. Man kan exempelvis också bli antagen till forskarstudier efter en filosofie mastersexamen i psykologi.
I Sverige är psykolog en skyddad yrkestitel, vilket innebär att endast den, som har en psykologlegitimation eller arbetar som PTP-psykolog, har rätt att kalla sig psykolog.
I Sverige organiseras psykologer av Sveriges Psykologförbund.

### Specialistpsykolog
Sedan 1992 driver Sveriges psykologförbund en femårig specialistutbildning för psykologer. Tidigare kunde specialistbehörighet utfärdas inom områdena klinisk psykologi, pedagogisk psykologi samt arbets- och organisationspsykologi. Sedan den 15 april 2024 erbjuds specialitererna: arbets- och organisationspsykologi, klinisk barn- och ungdomspsykologi, klinisk vuxenpsykologi, neuropsykologi, pedagogisk psykologi, samt psykologisk behandling/psykoterapi. Tidigare erbjöds även inriktningarna hälsopsykologi, missbruks- och beroendepsykologi, forensisk psykologi, samt funktionshindrens psykologi men dessa avvecklades på grund av lågt deltagarantal. Psykologer som fullgör specialistutbildning har under tjänstgöring titeln ST-psykolog.

### Historik
Före 1982 fanns inget femårigt psykologprogram. Initialt krävdes krävdes en treårig kandidatexamen i fastställd ämneskombination som efter 6 till 12 månaders praktik gav titeln biträdande psykolog (B-psykolog) och rätt att arbeta under ledning av självständig psykolog. Efter det kunde fyra års studier i psykologi eller pedagogik leda till en licentiatexamen enligt 1953 års studieordning och ge rätten till titeln självständig psykolog. För att kunna arbeta som psykolog krävdes då, precis som idag, ett års praktisk tjänstgöring efter licentiatexamen. Statlig legitimation saknades, istället utfärdades behörighetsbevis för såväl biträdande som själnvständiga psykologer av Psykologförbundet. Något som skilde tidigare program från nuvarande var dessutom det faktum att utbildningarna var övervägande teoretiska. 1972 infördes PEG-utbildningen (Psykolog Efter Grundexamen), en tvåårig mer praktisk inriktad utbildning (däribland ett handlett terapiarbete) som ersatte den tidigare licentiatutbildningen för att erhålla behörighet från psykologförbundet som självständig psykolog.